# غذای گیاهی

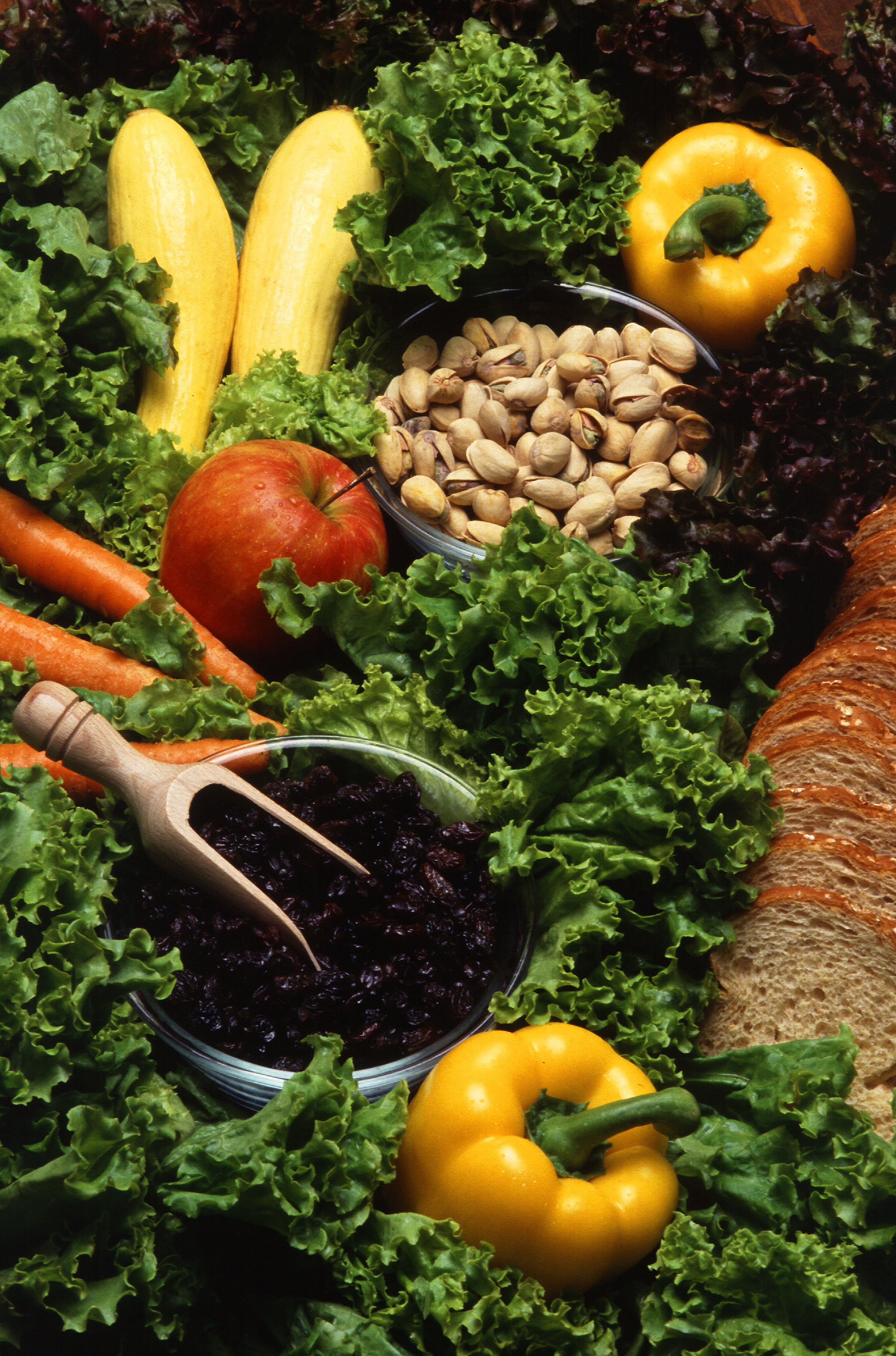
انواع مواد غذایی گیاهی که وگان نیز هستند.

غذای گیاهی مبتنی بر خوراک‌هایی است که با استانداردهای گیاه‌خواری مطابقت دارد و گوشت و محصولات حیوانی را در بر نمی‌گیرد (مانند ژلاتین یا پنیرمایه حیوانی).

## غذاهای گیاهی رایج

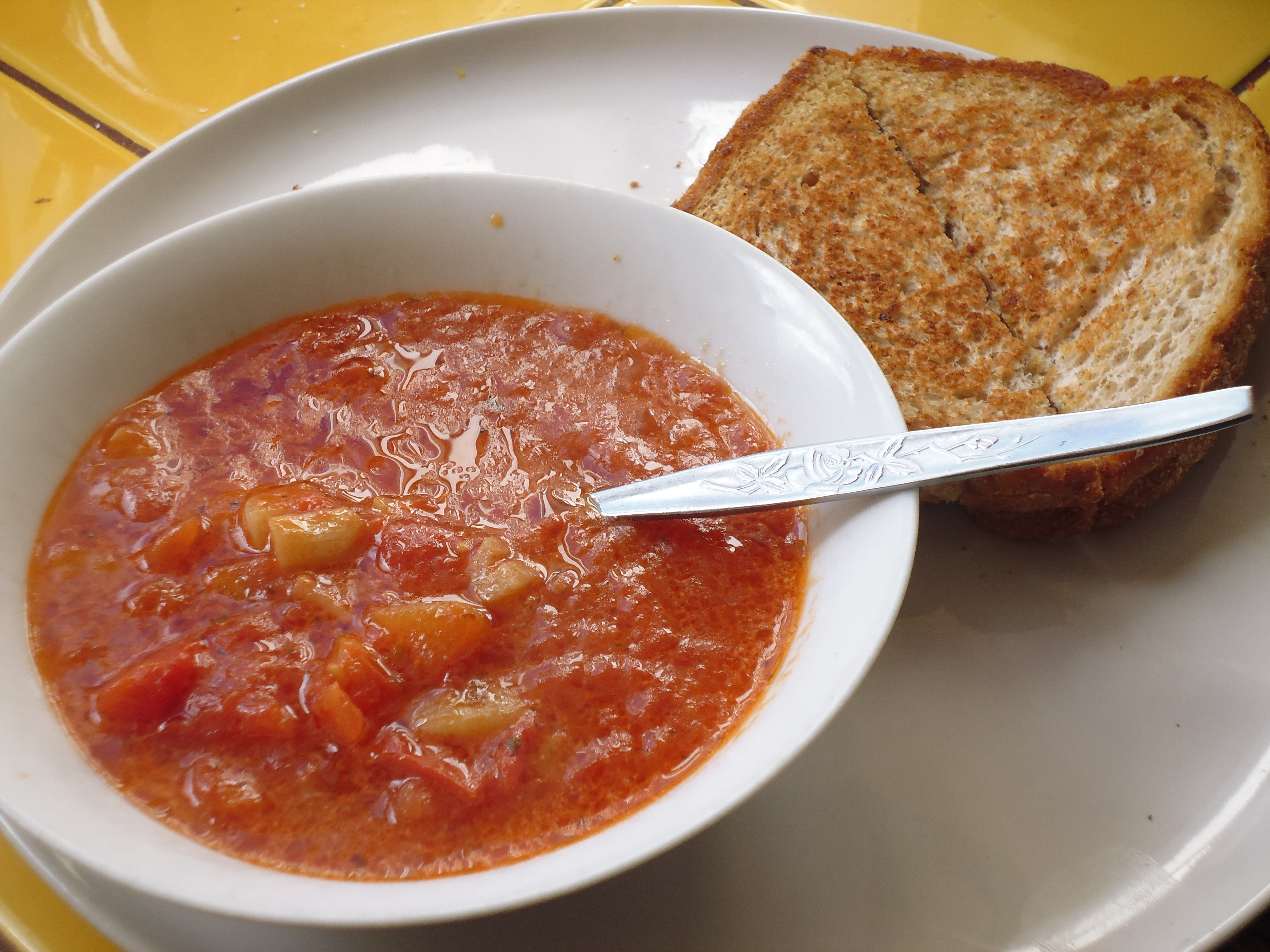
سوپ سبزیجات و ساندویچ پنیر، غذایی که برای گیاهخواران مناسب است.

غذاهای گیاهی شامل مصرف غذاهای حاوی پروتئین گیاهی، ویتامین ب۱۲ و سایر مواد مغذی است. غذایی که برای همه گیاهخواران (از جمله گیاهخواران) مناسب در نظر گرفته می‌شود، معمولاً شامل موارد زیر است:
- غلات: جو، گندم سیاه، ذرت، شاهدانه، ذرت، ارزن، جو دوسر، کینوا، برنج، چاودار، سورگوم، چاودم، گندم. محصولات مشتق شده مانند آرد (خمیر، نان، محصولات پخته شده، کورن فلکس، دامپلینگ، گرانولا، موسلی، ماکارونی و غیره).
- سبزیجات (تازه، کنسرو شده، منجمد، پوره، خشک یا ترشی)؛ محصولات مشتق شده مانند سس سبزیجات مانند سس چیلی و روغن‌های گیاهی.
- قارچ‌های خوراکی (تازه، کنسرو شده، خشک یا ترشی). قارچ‌های خوراکی شامل قارچ خوراکی و میکرو قارچ‌های کشت‌شده هستند که می‌توانند در تخمیر مواد غذایی (مخمرها و کپک‌ها) نقش داشته باشند.
- میوه (تازه، کنسرو شده، منجمد، پوره شده، آب نبات یا خشک شده)؛ محصولات مشتق شده مانند مربا و مارمالاد.
- حبوبات: لوبیا (شامل سویا و محصولات سویا مانند میسو، ادامام، شیر سویا، ماست سویا، تمپه، توفو و تی وی پی)، نخود، عدس، نخودفرنگی، بادام زمینی. محصولات مشتق شده مانند کره بادام زمینی.
- آجیل و دانه‌های درختی؛ محصولات مشتق شده مانند کره آجیل.
- گیاهان، ادویه جات و سبزیجات وحشی مانند قاصدک، ترشک یا گزنه.
- شبه‌گوشت، که طعم، بافت و ظاهر گوشت را تقلید می‌کنند و اغلب در دستور العمل‌هایی که به‌طور سنتی حاوی گوشت بودند استفاده می‌شوند.
- سایر غذاها مانند محصولات مشتق شده از جلبک دریایی مانند آگار که عملکردی مشابه ژلاتین مشتق شده از استخوان حیوانی دارد.
- نوشیدنی‌هایی مانند آبجو، قهوه، شکلات داغ، لیموناد، چای- اگرچه برخی از آبجوها و شراب‌ها ممکن است عناصری از محصولات حیوانی مانند مثانه ماهی، سفیده تخم مرغ، ژلاتین و شیر بدون چربی را داشته باشند.